# 164 Dywizja Strzelecka (ZSRR)
164 Dywizja Strzelecka (ros. 164-я стрелковая дивизия) – związek taktyczny piechoty Armii Czerwonej.
Dywizja wzięła udział w kampanii wrześniowej w składzie 24 Korpusu Strzeleckiego.

## Struktura organizacyjna
W 1939
- 531 pułk strzelecki
- 620 pułk strzelecki
- 742 pułk strzelecki
- 473 pułk artylerii haubic
- dywizjon przeciwpancerny
- dywizjon artylerii przeciwlotniczej
- 144 batalion rozpoznawczy
- 186 batalion saperów
- 213 batalion łączności
- 140  batalion medyczno-sanitarny
- 43 kompania przeciwchemiczna
- batalion transportowy
- 137 kompania remontowa
- piekarnia polowa
- 196 szpital weterynaryjny
- stacja poczty polowej

## Dowódcy dywizji
- płk Siergiej Denisow (był w 1939)[2]